# Wiesław Nowicki

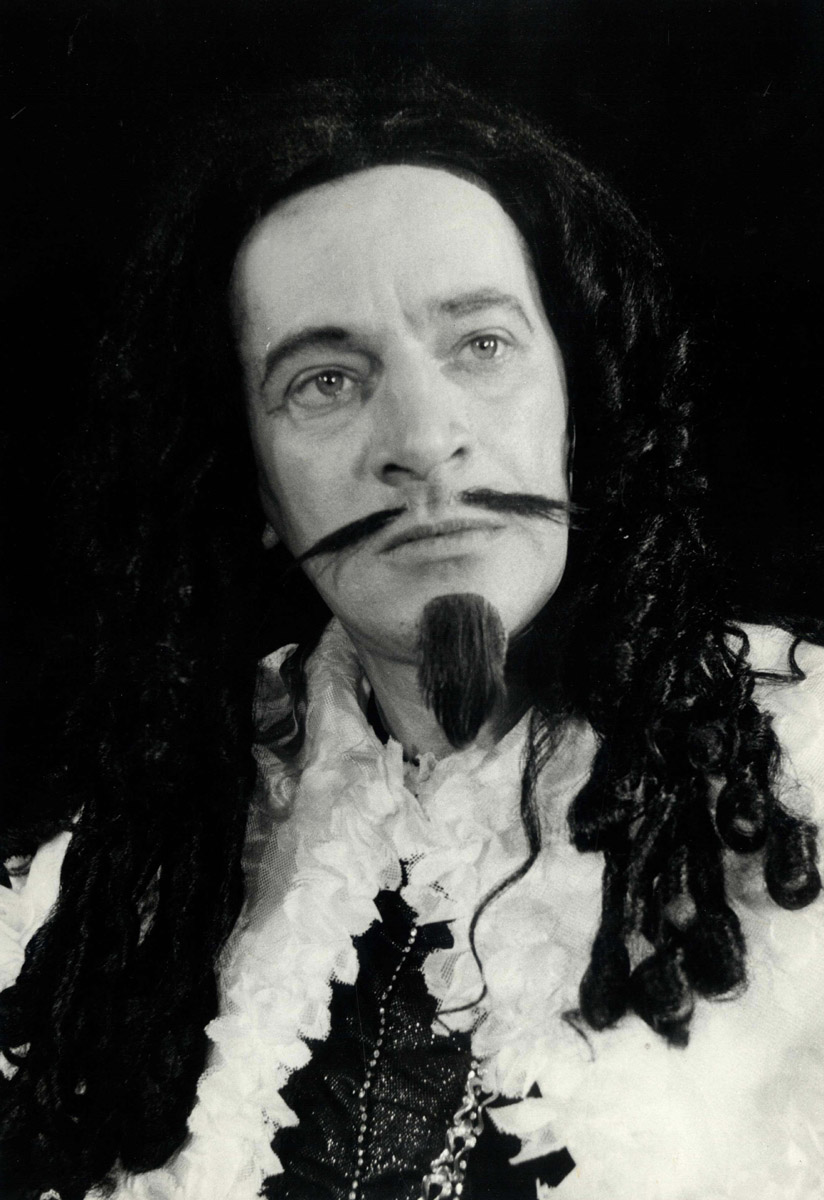
Jako Król w Mazepie J. Słowackiego w Teatrze Dramatycznym w Koszalinie (1988)

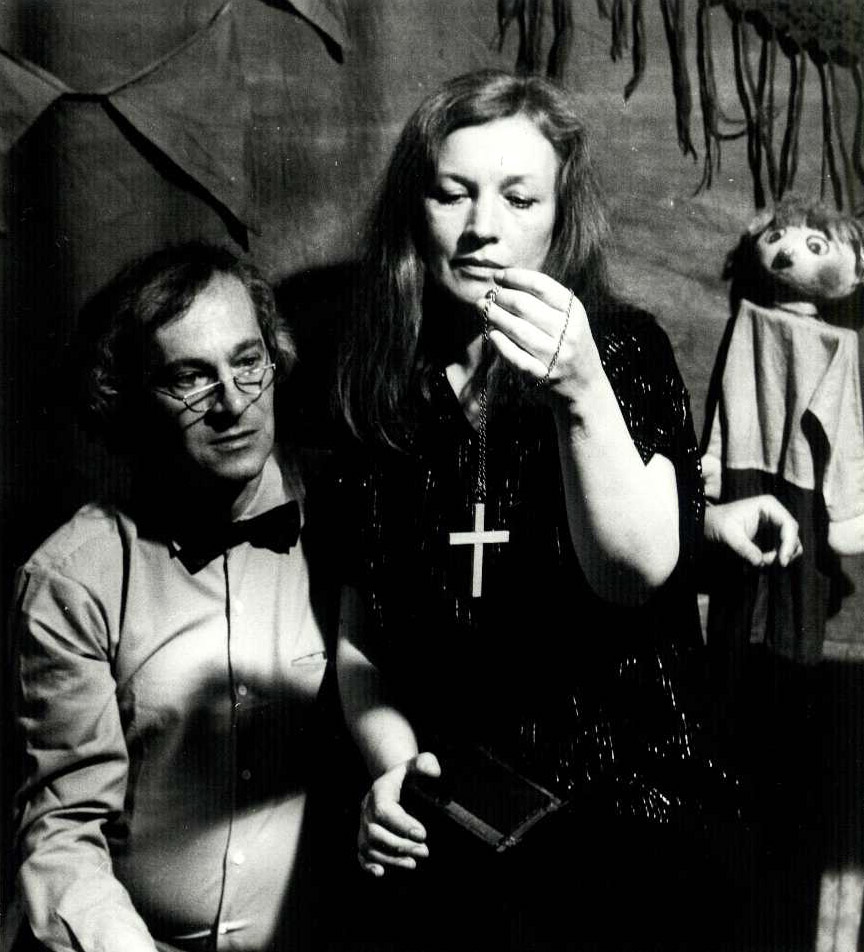
Wiesław Nowicki i Wanda Neumann, Koncert Wiosenny wg J. Korczaka (1986)

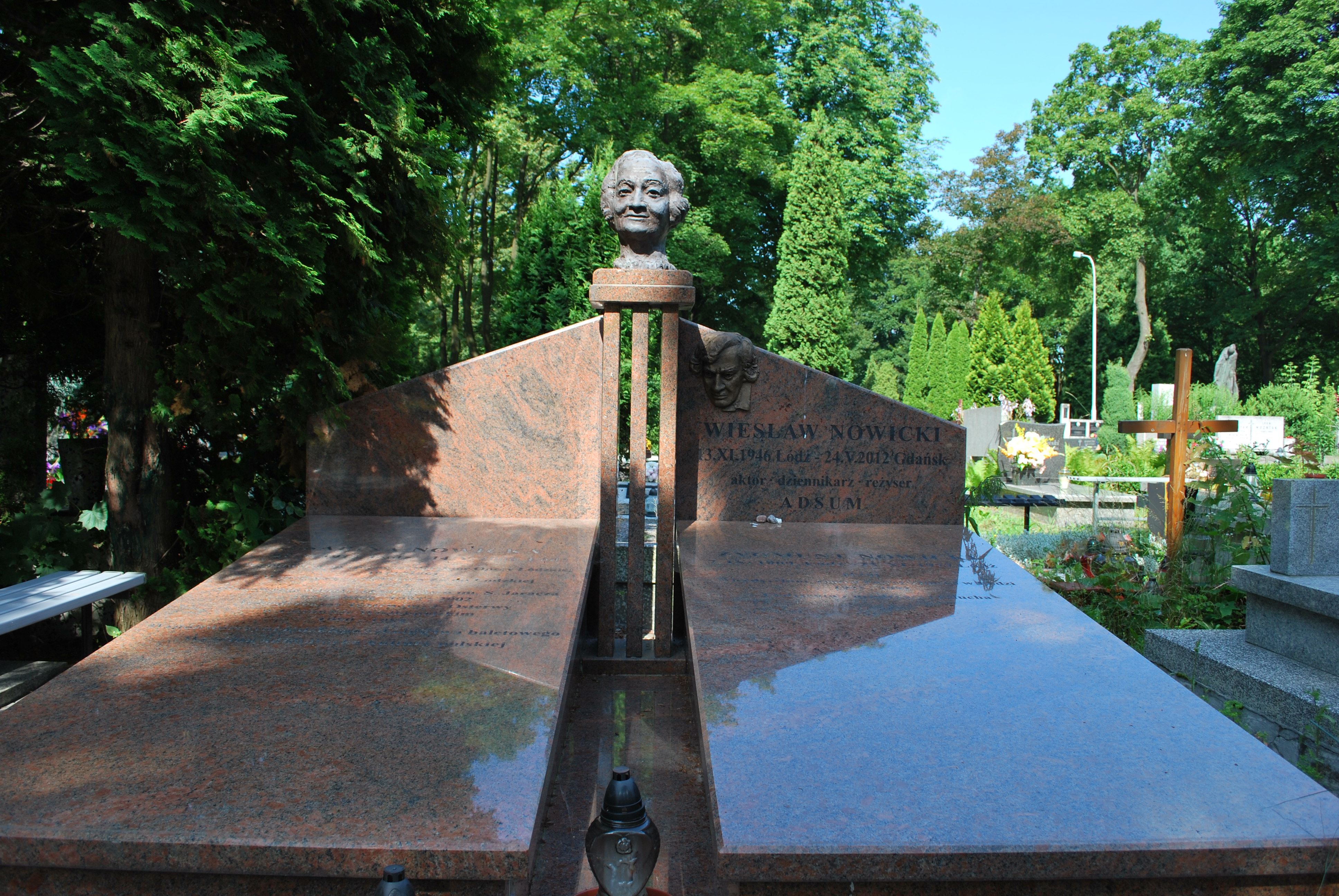
Nagrobek Wiesława Nowickiego i jego rodziców na cmentarzu komunalnym na Dołach w Łodzi

Wiesław Nowicki (ur. 13 listopada 1946 w Łodzi, zm. 24 maja 2012 w Gdańsku) – polski aktor teatralny i filmowy, publicysta, dziennikarz, reżyser teatralny, działacz kulturalny i propagator muzyki klasycznej.

## Życiorys
Syn Sabiny Nowickiej i łódzkiego aktora Zygmunta Nowickiego, mąż aktorki Wandy Neumann. Ze strony matki wnuk z rodziny księgarzy Glücksbergów, a ze strony ojca wnuk łódzkiego tramwajarza miejskiego Józefa Nowickiego. Dwoje dzieci: Dorota po mężu Holland (ur. 1972 w Łodzi) i Ewelina Nowicka (ur. 1982 w Gdańsku), kompozytorka i skrzypaczka.
W roku 1968 ukończył studia na Wydziale Aktorskim Państwowej Wyższej Szkoły Teatralnej i Filmowej im. Leona Schillera w Łodzi z tytułem magistra sztuki. W 1976 na Uniwersytecie Łódzkim zakończył studia doktoranckie w zakresie teatrologii, pod kierunkiem naukowym profesora Stanisława Kaszyńskiego. Po ukończeniu Wydziału Aktorskiego Państwowej Wyższej Szkoły Teatralnej i Filmowej w Łodzi w roku 1968 pracował w wielu teatrach, m.in. Teatru Polskiego w Poznaniu, Teatrze Nowym w Łodzi (1971–1973), Teatrze Wybrzeże w Gdańsku (1973–1985).
Został pochowany w części komunalnej cmentarza na Dołach w Łodzi (kwatera XI-39-4).
Działalność reżyserska
W roku 1971 powołał do życia „Teatr Atelier” w Łodzi, gdzie zajął się reżyserią, gdzie wystawił m.in.: Upadek według Alberta Camusa i Proces według Kafki (reż. i wyk.). 
W 1977 roku wspólnie z żoną i aktorką Wandą Neumann założył nieinstytucjonalny zawodowy Teatr na Przymorzu, który był kameralnym teatrem poetyckim. Kierunek poszukiwań wyznaczały m.in. takie przedstawienia jak: Mały książę Saint Exuperego i Koncert wiosenny na podstawie opowiadań Janusza Korczaka, a także spektakle według twórczości Jana Brzechwy i Juliana Tuwima. Były to spektakle dwuosobowe, w których każdy z aktorów grał wiele ról. Działalność Teatru na Przymorzu nawiązywała do tradycji włoskich komediantów i do doświadczeń Arkadego Rajkina. Wiesław Nowicki reżyserował i występował w Teatrze na Przymorzu przez 35 lat.
W latach 1987–1988 wyreżyserował w Bałtyckim Teatrze Dramatycznym w Koszalinie Teatr Prof. Tutki Jerzego Szaniawskiego oraz Dwie opowieści Ksawerego Pruszyńskiego (reżyseria, adaptacja i wykonanie). W roku 1989 w Teatrze Polskim w Bydgoszczy m.in. Sztukę konwersacji Kazimierza Brandysa oraz w 1991 Króla Maciusia na wyspie bezludnej Janusza Korczaka (adaptacja i reżyseria). Reżyserował także w Teatrze im. Juliusza Osterwy w Gorzowie Wielkopolskim, m.in. Wańkowicz krzepi według Melchiora Wańkowicza i Krzysztofa Kąkolewskiego.
Inna działalność teatralna i kulturalna
W latach 1974–1977 był sekretarzem literackim Stanisława Hebanowskiego, a w latach 1985–1987 kierownikiem literackim Teatru Miniatura w Gdańsku. Następnie doradcą literackim Teatru Ziemi Pomorskiej w Grudziądzu (1987), konsultantem programowym Bałtyckiego Teatru Dramatycznego im. Juliusza Słowackiego w Koszalinie (1988) oraz konsultantem programowym Teatru Polskiego w Bydgoszczy (1988–1994). W roku 2007 ustanowił wraz z Towarzystwem Przyjaciół Łodzi prestiżowy Medal „Pro publico bono”, pamięci Sabiny Nowickiej, przyznawany osobom zasłużonym dla kultury polskiej i Łodzi.
Dziennikarstwo
Autor ponad siedmiuset tekstów m.in. na łamach „Wprost”, „Teatru”, „Sceny”, „Twórczości”, „Odry”, „Tak i Nie”, „Odgłosów”, „Tygodnika Kulturalnego”, „Życia Literackiego”, „Kujaw i Pomorza”. Pisał stale felietony o tematyce teatralnej i muzycznej w „Dzienniku Bałtyckim” i „Wieczorze Wybrzeża”.
Twórca wielu programów telewizyjnych o tematyce kulturalnej, m.in. „Salon artystyczny Wiesława Nowickiego“, „Twarze” i „Musica noster amor”. Prowadził wywiady dla „Telewizji Trójmiasto” w Gdańsku 1994–1996 oraz „Gdańskiej Telewizji Kablowej” z osobowościami sceny muzycznej takimi jak Wanda Wiłkomirska, Krzysztof Jakowicz, Konstanty Andrzej Kulka. Reżyser filmów biograficznych o Pawle Adamowiczu, Tomaszu Posadzkim oraz Janie Zarębskim.

## Ważniejsze role teatralne
- Hilarion w Kuszeniu św. Antoniego Gustave Flauberta (reż. S. Hebanowski); (prapremiera polska)
- Jan w Fantazym J. Słowackiego
- król w Mazepie J. Słowackiego
- Zielony Pajac w Śnie Felicji Kruszewskiej (reż. S. Hebanowski)
- Gregoire w Teatrze odwiecznej wojny Nikolaja Jewreinowa (reż. S. Hebanowski)
- Paszka w Zeszłego lata w Czulimsku Aleksandra Wampilowa (reż. S. Hebanowski)
- Mak-Yks w Pierścieniu wielkiej damy Cypriana Kamila Norwida
- Charles w Urodzinach Whitinga
- Kajfasz w – Judasz z Kariothu Rostworowskiego
- Widmo w Weselu Stanisława Wyspiańskiego
- Mularz w – Sprawie Dantona Stanisławy Przybyszewskiej w reż. Macieja Karpińskiego

Za monodramy Żale Orfeusza nad Eurydyką Kniaźnina (1968) i Biografia heroiczna wg Jerzego Lovella (1969) otrzymał nagrody aktorskie na Festiwalach Teatrów Jednego Aktora we Wrocławiu.

## Role filmowe
- Złote Koło, reż. Stanisław Wohl, 1971
- Stan wewnętrzny, reż. Krzysztof Tchórzewski, 1983
- Pan na Żuławach (serial tv), reż. Sylwester Szyszko, 1984

## Ważniejsze publikacje
- Ludzie prawdziwi Tadeusza Gwiazdowskiego („Teatr”, 1985)
- Klisza Pamięci, wspomnienie o Stanisławie Hebanowskim (1987)
- Teatr Mariana Kołodzieja („Tak i Nie”; 1990)
- Korczak nieznany „Kujawy i Pomorze”; 1993)
- Jerzy Kreczmar („Kujawy i Pomorze”; 1994)

## Odznaczenia
- Srebrny Krzyż Zasługi (1986)
- Medal Prezydenta Miasta Gdańska (1978)

## Upamiętnienie
- W 2013 roku Towarzystwo Przyjaciół Łodzi i Fundacja im. Wiesława Nowickiego ustanowiły Nagrodę im. Wiesława Nowickiego dla młodych talentów w dziedzinie sztuki, teatru i filmu[5].
- Na przełomie 2017 i 2018 roku Biblioteka Gdańska PAN zorganizowała poświęconą aktorowi wystawę Cóż powiem wam sójki i szpaki...[6]